# كلارنس هايد كوكي
كلارنس هايد كوكي (بالإنجليزية: Clarence Hyde Cooke)‏ هو سياسي أمريكي، ولد في 17 أبريل 1876 في هونولولو في الولايات المتحدة، وتوفي في 23 أغسطس 1944. حزبياً، نشط في الحزب الجمهوري.